# ラル神父戦争
ラル神父戦争 （英語:Father Rale's War）は、ニューイングランド植民地と、ヌーベルフランス及びワバナキ連邦（特にアベナキ族、ペクワウケット族、ミクマク族、マリシート族）との一連の戦いである。

## 名称
他にもダマー戦争、ラヴウェルの戦い、グレイ・ロック戦争、三年戦争、第四次インディアン戦争という名称がある（第一次はフィリップ王戦争、第二次はウィリアム王戦争、第三次はアン女王戦争）。また、「1722年から1725年のアベナキ族とニューイングランドの戦争」とも呼ばれる。
この戦争は、東はニューイングランドとアカディア、ノバスコシアとの境界にあるメインが、西はマサチューセッツ北部とバーモントと、ヌーベルフランスとの境界が舞台となった。ノバスコシアにおける戦いを、歴史家のジョン・グルニエはミクマク＝マリシート戦争と呼んだ。
この当時、現在のメインとヴァーモント両州は、共にマサチューセッツ湾直轄植民地の領土であった。

## 概要
この戦争はメインの辺境地帯で行われたが、メインを含むニューイングランドとアカディアの境界はケネベック川だった。これはヌーベルフランスの定義によるものだった。イギリスによるポートロワイヤルの戦いが1710年に終わり、アカディアの中心地ノバスコシアはイギリスの領土となったが、現在のニューブランズウィックとメインは、英仏両国が領有をめぐって、事実上の抗争状態にあった。ヌーベルフランスは、所有権正当化のために、この地のインディアンの4大集落にそれぞれカトリック教会を建てた。一つはケネベック（ノリッジウォック）、一つはペノブスコット川のかなり北の方、一つはセントジョン川の流域、そしてもう一つは、ノバスコシアのシュベナカディ（サンタンヌ教会）だった。
アン女王戦争後にユトレヒト条約がヨーロッパで署名されたが、この条約では、ワバナキ連邦について触れられておらず、これがことをややこしくした。アベナキ族はポーツマス条約には署名していたが、この条約では、ノバスコシアがイギリスのものになったことについては、何の協議も持ちかけられず、このためミクマク族は、ニューイングランドの漁師や集落への襲撃というかたちで抗議を行った。
この戦争は、ニューイングランドの入植地がメイン沿岸部、そしてノバスコシアのカンゾへと拡大したため、主戦場が2つあった。ニューイングランド兵は主に、マサチューセッツ副総督のウィリアム・ダマー、そしてノバスコシア副総督のジョン・ドゥーセット、大尉ジョン・ラヴウェルの指揮下にあり、ワバナキ連邦と他のインディアン諸族は主にセバスチャン・ラル神父、グレイ・ロック族長とポーガス族長の指揮下にあった。
ラレはノリッジウォックで敗北し、その後、インディアンたちが、ケネベック川やペノブスコット川の流域から、サンフランソワやボーセジュールへと移住したことで、メインはニューイングランドのものとなった。現在のニューブランズウィックとノバスコシアとでは、戦争終結後の条約により、ヨーロッパ人入植者とミクマク族、マリシート族の関係に大きな転換が起きた。ヨーロッパの勢力が、初めて、ノバスコシア植民地の支配は土着民にゆだねられるべきと正式に認めたのである。

## 歴史的背景

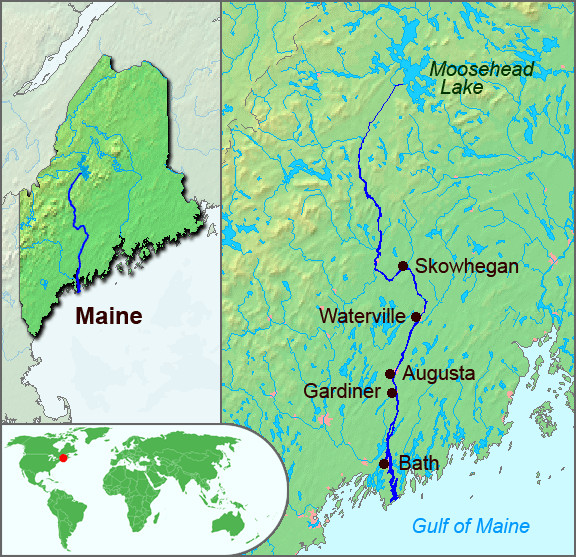
ケネベック川の地図

この戦争の原因は、ニューイングランドの入植地がケネベック川（現在はメイン州）に沿って拡大し、ニューイングランドの漁師が、ノバスコシアの方に漁場を求めて移動したことだった。イギリスの永久入植地がカンゾに建てられ、これがこの土地のミクマク族の弱味となった。1713年に、アン女王戦争を終結させたユトレヒト条約には、ノバスコシア半島のイギリスへの割譲が含まれており、それによりニューイングランドは拡大することになった。この条約はヨーロッパで署名されたが、ワバナキ連邦の名は誰一人として書かれておらず、また、ワバナキ連邦はイギリスの入植地拡大について協議をもちかけられてもいなかったため、ニューイングランドの入植地への襲撃という形で、イギリスに抗議していた。
ワバナキ連邦はニューイングランドに対して、フランスの利益を主に守るのではなく、自分たちへの待遇、自分たちの事情による、最初で最後の戦いに出ようとしていた。フランスからは協力は得られなかった。ワバナキ連邦の敵対行為に対して、1720年、ノバスコシア総督のリチャード・フィリップスは、以前からミクマク族が住んでいた地域であるカンゾに砦を建設した。マサチューセッツの総督であるサムエル・シュートも、アベナキ族が住んでいたケネベック川の河口あたりに複数の砦を建てた。1715年にブランズウィックのジョージ砦、1720年にトマストンのセントジョージ砦 、そして1721年にリッチモンドのリッチモンド砦が建てられた。このうちジョージ砦は、ウィリアム王戦争中に建設されたアンドロス砦の代わりとして建てられた。一方イエズス会は、アベナキ族の土地であるケネベック川沿いのノリッジウォック（現在のメイン州マディソン）に教会を建てること、ペノブスコット川流域での布教活動を維持すること、そして、セントジョン川流域のマリシート族の集落である、メデュクトゥクにも教会を作ることで、アベナキ族の抗議を支援した 。

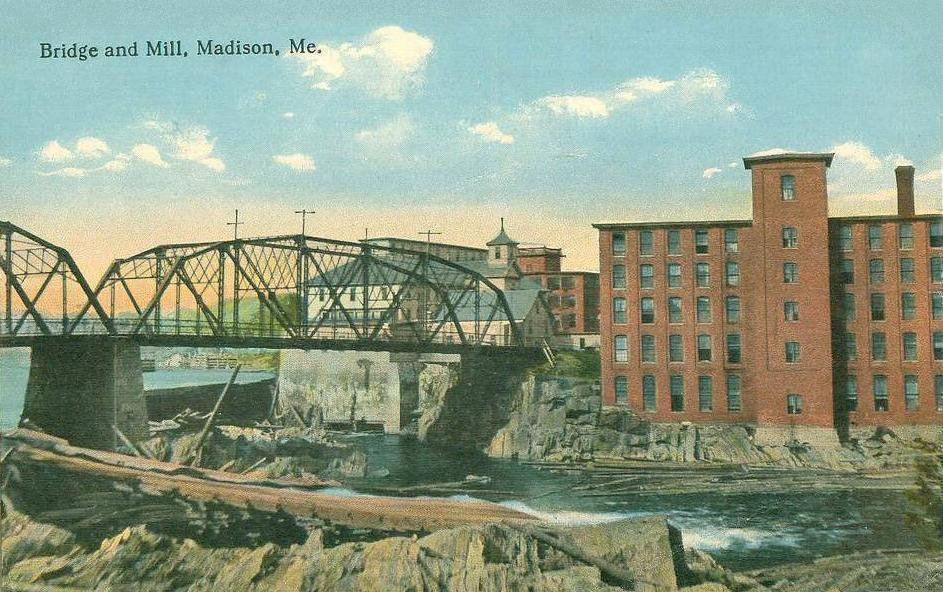
メイン州マディソン（1911年）

この砦と教会の建設が、英仏の争いを徐々に大きくしていった。ノバスコシアではミクマク族が1720年にカンゾの砦を襲い、イエズス会の神父セバスチャン・ラル（RaleまたはRasles）がノリッジウォックに駐在している間、アベナキ族のグレイ・ロック率いる軍勢が、ニューイングランドの入植地拡大に対して襲撃を仕掛けた。1721年、アベナキ族はカスコ湾周辺の農場を焼き、家畜を殺した。

## 宣戦布告なき戦争

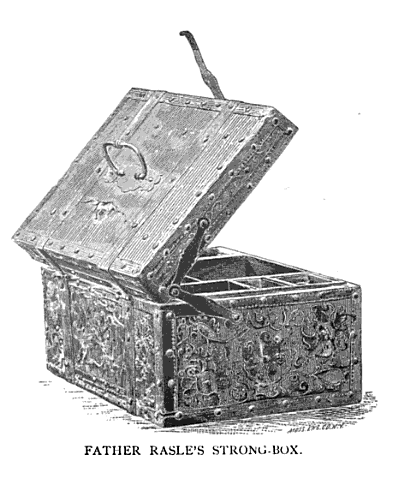
ラル神父の金庫

1722年の1月も終わりに差し掛かるころ、シュートはラルを懲らしめるため、ノリッジウォックへの遠征に乗り出した。トマストンの大佐、トマス・ウエストブルックの命令のもと、ニューイングランドの猟兵たちはラルの捕囚には失敗したが、教会とラルの住居を荒らしまわった。ラレは事前にこのことを通告されていたため、森へと逃げていた。しかし、ラルの所持品の中に金庫があるのが見つかり、その中に、ラルがフランス政府のスパイであることを裏付ける手紙があった。一説によれば、手紙は教会の扉に貼られていたとも言われる。それには、イギリス人の入植地への報復を示唆する内容がしたためられていた。
1722年3月の、ラルの教会と住居に対するイングランドの行為への応酬として、165人のミクマク族とマリシート族の部隊がミナス（現在のグランプレ）に集合して、アナポリスロイヤルを包囲した。包囲が継続していたその年の5月、ノバスコシア副総督のジョン・ドゥーセットは22人のミクマク族を人質にとり、アナポリスロイヤルへのインディアン兵の攻撃を阻止しようとした。
1722年6月13日、ラレの指示に応じて、アベナキ族はノリッジウォックを発ち、ジョージ砦を襲った。この砦は大尉のジョン・ガイルズの指揮下にあった。アベナキ族は集落の民家を焼いて、60人を捕囚した。

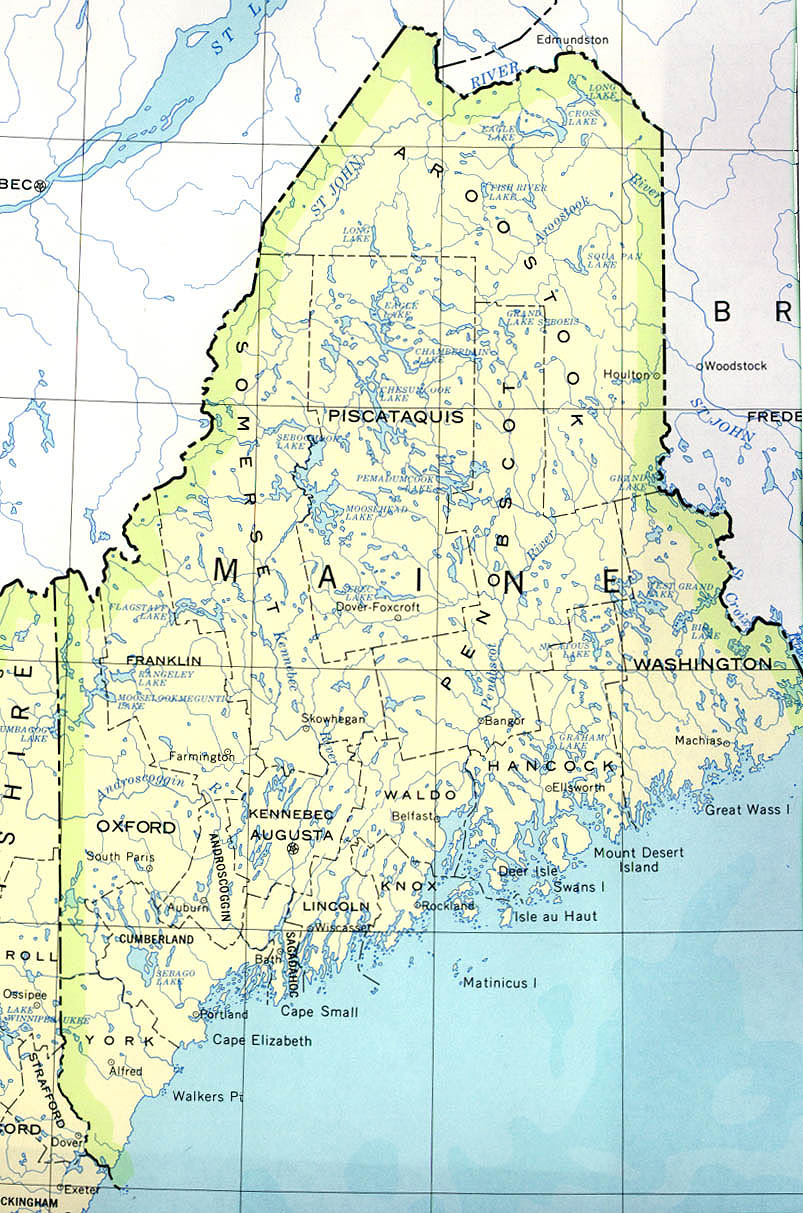
メイン州

2日後の6月15日、ローヴェルジャ神父が、ペノブスコット族とマリシートによる、500人から600人の部隊を率いて、セントジョージ砦を12日間包囲した。彼らは製粉小屋と大型スループ船、様々な家屋を焼いて、多くの牛を殺した。入植者5人が殺され、7人が捕虜となった。一方でニューイングランドの兵士たちは、20人のマリシート族とペノブスコット族の兵士を殺した。襲撃の後、ウエストブルックは砦からの命を受けた。この後、ブランズウィックが再び攻撃を受け、ノリッジウォックへ戻った兵たちの目に、集落が燃えているのが飛び込んできた。

### ウィネパングの戦い
7月、アベナキとミクマクの兵は、アナポリスロイヤルを兵糧攻めにする意図で封鎖した。彼らはケープセーブル島からカンゾまで襲撃をかけ、18隻の漁船を奪い、住民を捕虜とした。また、ファンディ湾でも漁船を奪い、漁民を捕虜とした。ウィリアム・ウィッケンによれば、ボストンの3つの新聞が、1722年6月25日から9月24日までの間、ノバスコシア本土の東部でけんか騒ぎがあったと、13回に分けて報じている。
抗争は徐々に悪化していき、マサチューセッツ総督のシュートは、1722年7月25日、アベナキ族に対して正式に宣戦布告した。翌1723年、シュートはイギリスへ戻った。国王と議会により強く請願し、多くの援助を得るためで、植民地の行政は、副総督のダマーが引き継いだ。

## 東部方面（メインとニューハンプシャー）の戦い

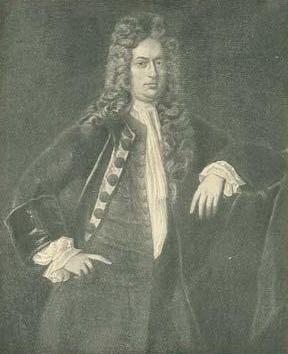
マサチューセッツ総督ウィリアム・ダマー

### 1722年
1722年の9月、ノリッジウォック族、約160人のロレットのヒューロン族、カナダのアベナキ族、そして他のインディアンたちが400人部隊となって、イングランド人入植地やケネベック川下流地域を荒らしまくった。ニューイングランド入植者との小競り合いに恨みを抱いていたインディアンたちは、メイン東部からコネチカットバレーまでの辺境地帯を火の海にした。
その夜、ワトソン大佐とハーマン大尉が30人の兵を連れて砦に到着し、ペンハロウ、テンプル両大尉のもとにある約40人の兵と合流した。この連合軍はインディアン兵を攻撃したものの、彼らの人数に圧倒されて砦に退却した。インディアン兵たちは、砦へのさらなる攻撃は無駄であるとみて、最終的に川の方へ引き上げた。ノリッジウォックへ戻る途中、インディアン兵はリッチモンド砦を攻撃した。
翌1723年3月9日、大佐のトマス・ウエストブルックは230人に兵を率いてペノブスコット川に向かい、ペノブスコットのインディアン集落まで一日約32マイル（51キロ）を行軍した。そこには大きなペノブスコットの砦があり、70ヤード（64メートル）×70ヤード（46メートル）の広さで、14フィートの壁が23（4.3メートル）のウィグワム（インディアンの小屋）を取り巻いていた。また、60フィート（18メートル）×30フィート（9メートル）の大きな礼拝堂もあった。集落に人影はなく、ニューイングランド軍はそこを焼き尽くした。

### 北東岸の襲撃 (1723年)
1723年の間、ラルと、アカディアのワバナキ連邦は、ニューイングランドとの境界（主に今のメイン州）に沿った、イングランド入植地への14回の襲撃を行った。4月に始まったこの作戦は12月まで続き、これらの襲撃で30人が殺され、または捕囚された。インディアンたちによる作戦は、メインとの国境でかなり功を奏し、ダマーは1724年の春に、自軍に、国境の複数の小砦に撤退するよう命令した。

### 北東岸の襲撃 (1724年)
1724年の春、ラルとワバナキ連邦はメインの境界地帯に10回の襲撃を仕掛け、30人の入植者を殺し、負傷させあるいは捕囚した。3月23日、ポーポイズ岬の砦が攻撃されて軍曹が戦死した。4月17日にはブラックポイントで農夫が殺され、農夫の2人の息子がノリッジウォックで収監された。ケネバンクではスループ船が盗まれ、乗組員はすべて殺された。同じころ、ケネバンク川に沿った製粉小屋で3人が殺された 。5月には、バーウィックである父親が殺され、子供たちのうち1人が収監され、他の子供たちは頭皮をはがれて重傷を負ったまま逃げた。他にもう1人の男が、頭皮をはがれながらも生きていたが、体には無数の切り傷があった。また、それとは別に男が1人殺された。
やはり1724年の春、トマストンのセントジョージ砦では、大尉ジョシア・ウィンスロウに命令が下っていた。この年の4月30日、ウィンスロウ、ハーヴェイ軍曹と17人の兵が、2隻の捕鯨船に分乗してセントジョージ砦を発ち、数マイル下流のグリーン島へと向かった。翌日、この2隻の船は離れ離れになり、およそ200人から300人のアベナキ族がハーヴェイの船を襲って、ハーヴェイと兵士を皆殺しにした。インディアンの案内人3人は、ジョージ砦に逃げて無事だった。その後、ウィンスロウが30隻から40隻のカヌーに周囲を囲まれた。そのうち何隻にかはそれぞれ4人から6人の男が乗っていた。カヌーは川の両側からやってきて、ウィンスロウに烈火のごとく襲いかかった。包囲されたウィンスロウは、インディアンたちが自分の船に乗り込みそうになったため、発砲した。何時間かの戦いの後、ウィンスロウも兵たちも戦死した。砦に逃げ帰った、3人の、白人に友好的なインディアンたちのうち、1人の名前をハーウィックのジェフリーズといった。この戦いにより、タランティン族（メインのインディアンの部族）は25人以上の兵を失った。
5月27日、パープードック（現在のサウスポートランド）でインディアンたちが1人の男を殺し、他の1人を負傷させた、同じ日、サコで男が一人殺された。
7月17日、スパーウィックで入植者とインディアンが一人ずつ殺された。またこの作戦の間中、インディアンたちは、ケープセーブル島のミクマク族の援助を受けて、海戦も行った。22隻の船を拿捕して後数週間の間に、22人の入植者を殺し、それ以上の人数を捕囚した。

### ノリッジウォックの戦い

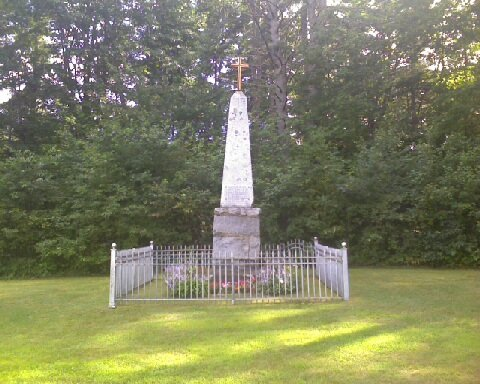
ラル神父の墓所

1724年の後半、ニューイングランド軍はケネベック川とペノブスコット川の上流で、攻撃的な作戦を展開した。それまでニューイングランド軍は、アベナキ族の土地に侵入した戦いで勝ったためしがなかった。
1724年8月22日、ジェレミア・ムールトンとジョンソン・ハーモンの両大尉が200人の猟兵（レンジャー）を率いてノリッジウォックへ向かった。彼らの目的はラルを殺害することと、集落の破壊だった。ノリッジウォックには160人のアベナキ族がいて、多くは戦うよりは逃げる方をとった。少なくとも31人が戦いを選び、そして他の者は逃げた。戦いを取った者たちの大部分が戦死した。戦闘が始まってすぐにラルも戦死し、軍を率いていた族長も殺され、また、猟兵たちは24人の女子供を虐殺した。ニューイングランド側の死傷者は、2人の植民地兵と1人のモホーク族の兵だった。ハーモンがアベナキ族の農場を破壊したため、逃げ出したアベナキ族は彼らの集落を放棄して、サンフランソワやボーゼジュールのアベナキの集落を目指さざるを得なくなった。

### ウィニペサウケ湖の襲撃

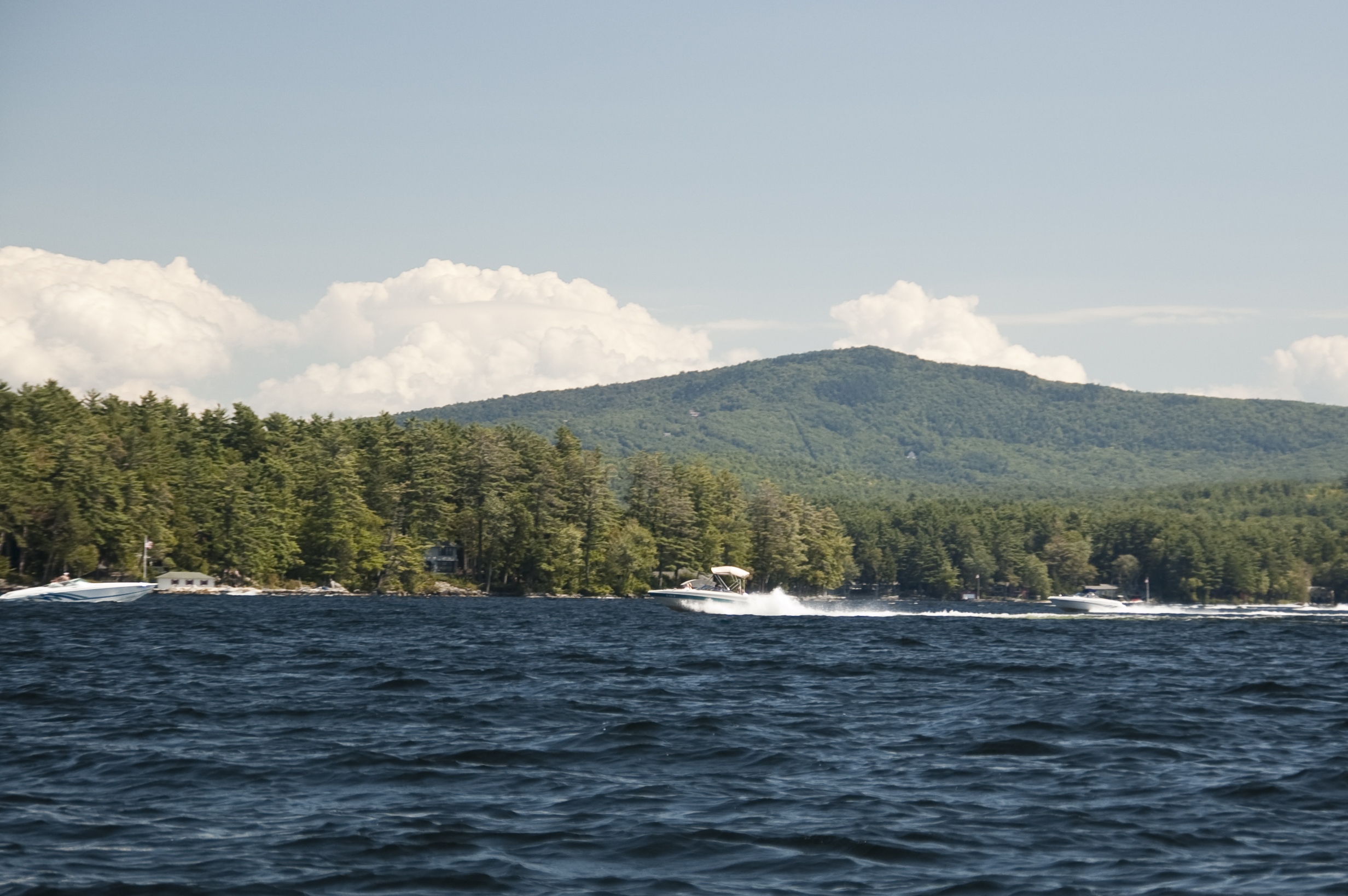
ウィニペサウケ湖

この戦争の間、ジョン・ラヴウェルはインディアン相手に3度の遠征を行った。最初の遠征は1724年の11月、ラヴウェルと兵士（しばしば「かんじき兵」と呼ばれる）30人がニューハンプシャーのダンステイブルを発ち、ウィニペサウケ湖（ウィニピスコゲ湖）の北から、やはりニューハンプシャーのホワイトマウンテンズに行軍した。12月10日に、ラヴウェル軍はアベナキ族を2人殺した。19日、ウィニペサウケの40マイル（64キロ）北で、ウィグワムを見つけた一行は、そこでアベナキの男を殺して頭皮をはぎ、少年を捕虜とした。これは、ダンステイブルから進軍していたラヴウェル軍の2人の兵士が、アベナキの兵士に誘拐されたこと、そして8人の兵士が、アベナキ族の待ち伏せに遭って殺されたことへの報復であった。ラヴウェル隊は、持ち帰った頭皮に200ポンドの報酬を受けた。頭皮の価格150ポンドに、さらに50ポンドが上乗せされたのである。この新しい報酬は、その直前に法で制定されていた。

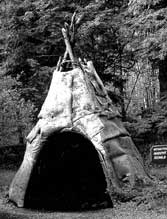
樺皮でできたアベナキ族のウィグワム

1725年の2月には同じ場所に2度目の遠征が行われ、ラヴウェル軍はウィニペサウケ湖近くで10人のインディアンを殺した。
2月20日、ラヴウェル軍は、最近まで人が住んでいた形跡のあるウィグワムを見つけ、足跡を追って5マイル（8キロ）進んだ。そこは現在のニューハンプシャー州ウェイクフィールドに当たり、サーモンフォールズ川の先にある池の岸に、先ほどよりも多くのウィグワムがあって、煙が立ち上っていた。午前2時を回ったころ、ラヴウェルは砲撃を命じた。ほどなくして、10人のインディアンが死んでいるのが見つかった。伝えられるところによると、インディアンたちは多くの替えの毛布やかんじき、モカシン、わずかな毛皮や新型のフランス式マスケット銃を持っていて、どうやら彼らは、辺境地帯を攻撃に行く途中であったことがわかった。この攻撃を阻止できたのは、まさに2度目の遠征が成功したということであろう。
3月の始め、ラヴウェル軍はボストンに到着した。一行はインディアンの頭皮を披露し、ラヴウェル自身は頭皮でできたかつらをつけていた。報奨金は1000ポンド（頭皮1枚につき100ポンド）であった。

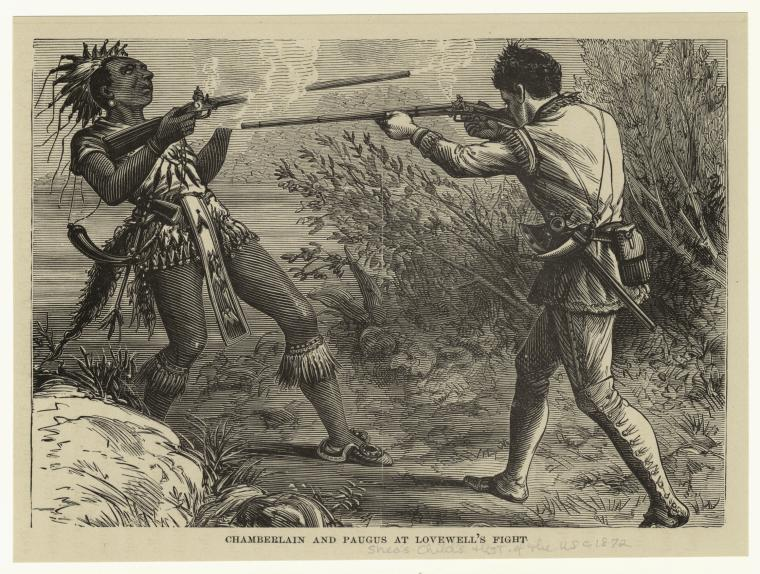
ポーガス族長の死

### ペクワウケットの戦い
5月9日、ラヴウェルと兵士たちが、従軍牧師のジョナサン・フライと祈祷を行っている時、アベナキ族の兵士を発見し、射撃したが失敗した。そのアベナキ兵はラヴウェルを殺したが、少尉 でラヴウェルの次官のセツ・ワイマンに銃殺された。そこへポーガス族長率いるアベナキ軍がやってきて交戦となり、ラヴウェル軍兵士の8人が死んだ。10時間以上続いた戦いの後、ワイマンがポーガスを殺した。それと同時にインディアンたちは姿を消し、ペクワウケットのアベナキ族はその後カナダへ逃れた。この交戦で生き残ったニューイングランド兵は20人で、退却時に3人が死んだ

## 西部方面（バーモントとマサチューセッツ北部）の戦い

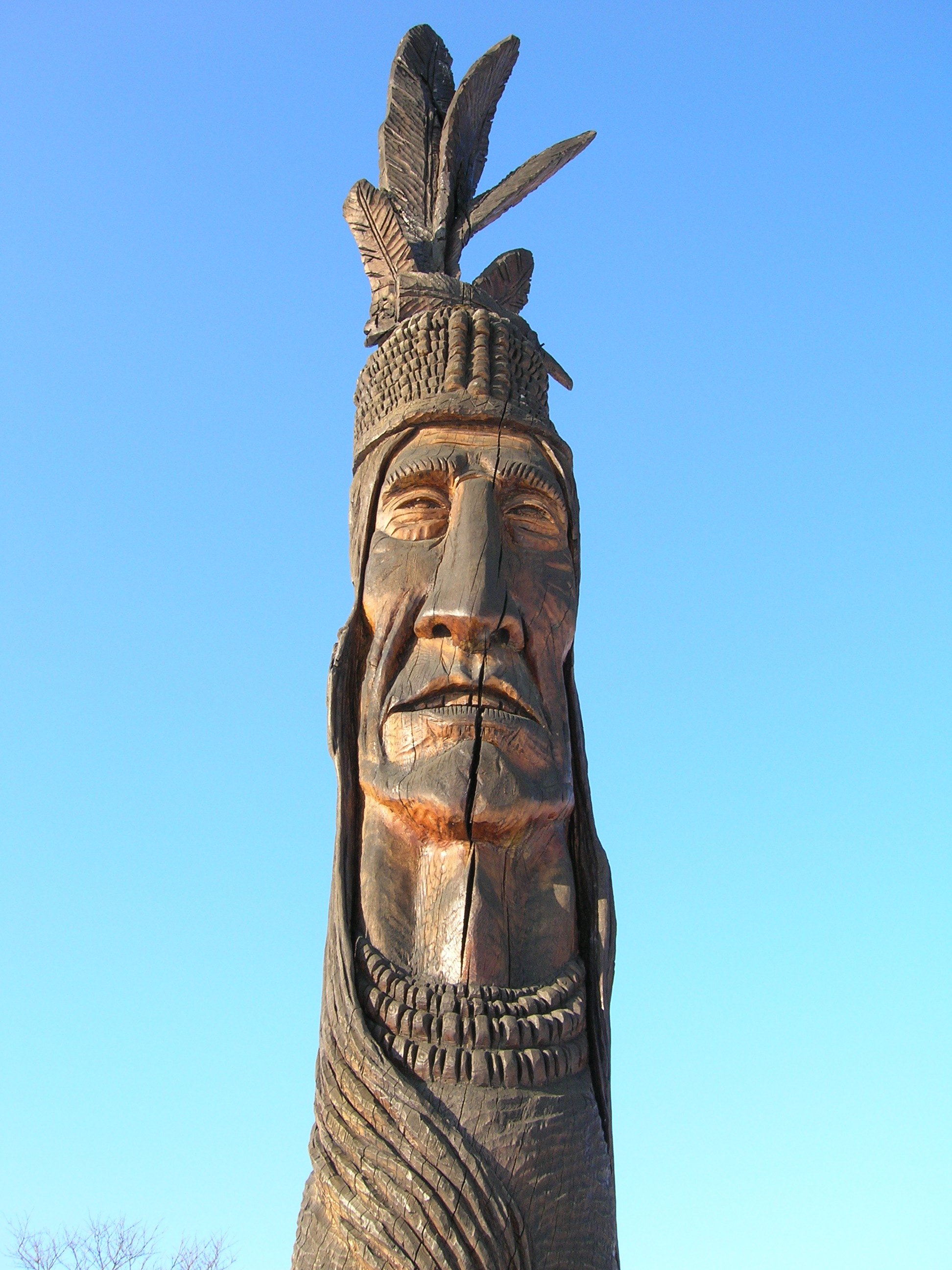
バーモント州バッテリーパークにあるグレイ・ロック族長の記念碑

西部方面でのこの戦争はまた「グレイ・ロック戦争」としても知られている。
1723年8月13日、グレイ・ロックは、マサチューセッツのノースフィールド襲撃によって参戦し、ノースフィールドの近くで4人の兵士が2人の入植者を殺した。翌日彼らはラットランドのジョセフ・スティーヴンズと4人の息子に攻撃を加えた。スティーヴンズは逃げたが、息子たちのうち2人は殺され、あとの2人は捕虜となった。
1723年10月9日、グレイ・ロックはノースフィールドの近くの小さな2つの砦を襲い、傷病兵にけがを負わせ、1人を捕虜として連れ去った。これへの報復として、総督のダマーは現在のバーモント州ブラトルボロにダマー砦の建設を命じた。この砦は斥候活動、そしてアベナキ族への報復遠征の大きな拠点となった。ダマー砦は今なお、ティモシー・ドゥワイトの命令で建てられた、現在のバーモント州で最初のヨーロッパ人永久入植地として残っている。
1724年6月18日、マサチューセッツのハットフィールド近くの小川で、仕事をしていた人々がグレイ・ロックは攻撃された。この年の夏にディアフィールドとウェストフィールド、サンダーランドで何人かを殺した後、彼はこの地を退いた。同じ1724年の10月11日、フランスはダマー砦を攻撃して、何人かの兵を殺した。
1725年9月、ダマー砦から派遣された6人の斥候隊に、グレイ・ロックと他14人がコネチカット川の真西に当たるところで待ち伏せをして、2人を殺し、他を捕虜とした。インディアンが2人殺され、その間に1人が逃走した。

## ノバスコシアの戦い

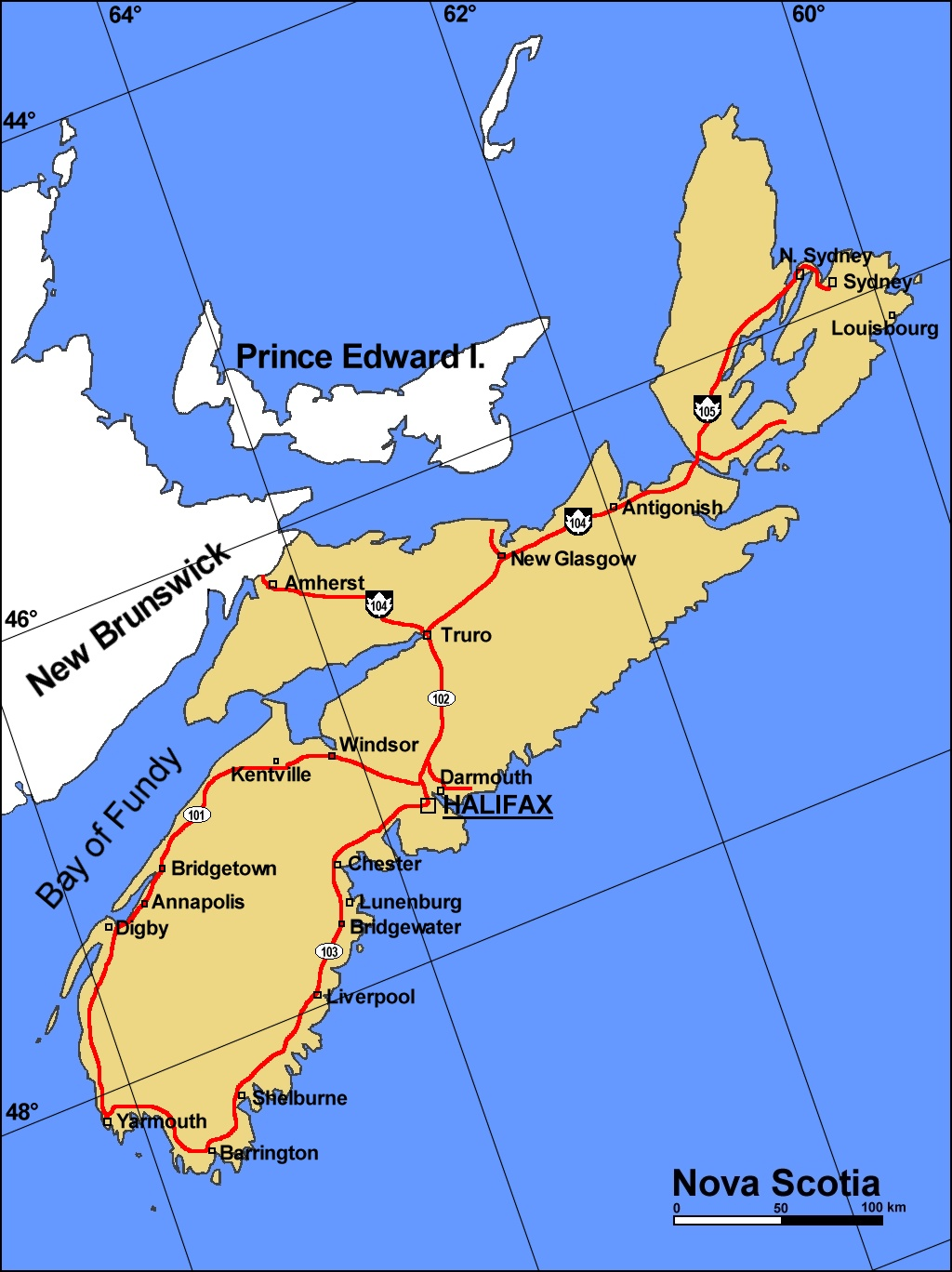
ノバスコシア州

アナポリスロイヤル封鎖への報復として、ニューイングランド軍は、1722年の7月末に封鎖を終わらせるための作戦の展開に出た。そして86人のニューイングランドの捕虜を救い出した。ウィネパングの戦いは、この作戦の一環だった。これにより、35人のインディアンと5人のニューイングランド兵が犠牲となった。この戦いで遺体が戻ったインディアン兵は5人に過ぎず、ニューイングランド軍は遺体から首を切り離し、カスコの新しい砦の回りにその首級を並べた。
この戦争中にシュベナカディ（サンタンヌの教区）のミクマク族の集落に、カトリックの教会が建てられた。1723年、カンゾの町が再びミクマク族に襲われ、漁師が5人殺された。同じ年、ニューイングランドでは、集落と漁業を守るために、12の大砲を備えた防塞が作られた。

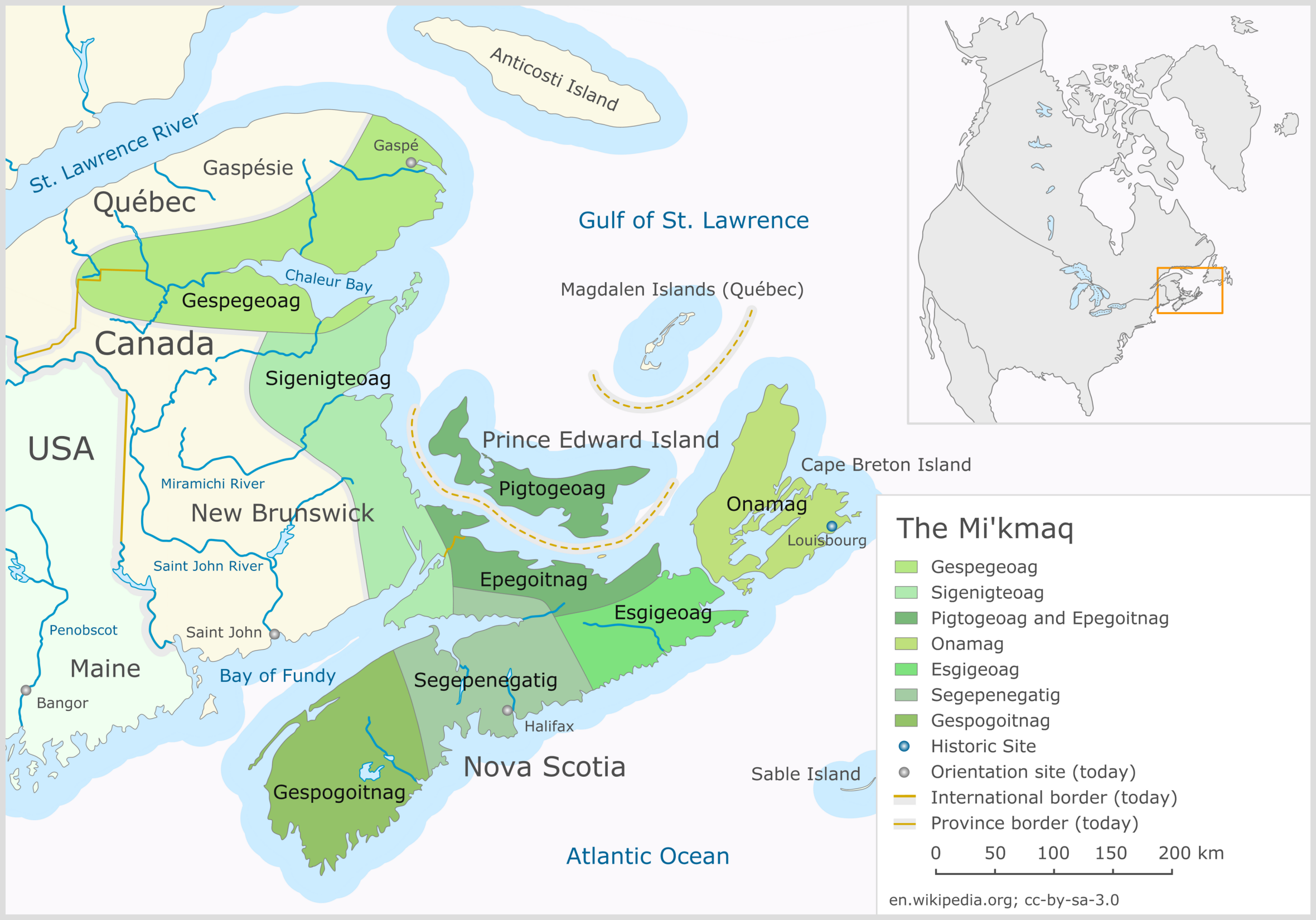
アカディアにおけるミクマク族

アナポリスロイヤルにおける戦いでは、1724年7月4日に最も激しい戦闘が起きた。この日、60人のミクマク族とマリシート族がアナポリスロイヤルを襲った。インディアンたちは、ニューイングランドの軍曹と兵士を一人ずつ殺し、4人の兵士を傷つけ、集落にテロ行為を加えた。また家を焼き、捕虜を連行した。これに対してニューイングランド軍は、軍曹が殺された同じ場所でミクマク族の1人を人質に取った。そして、報復として3軒のアカディア人の住居を焼いた。襲撃の結果を受けて、アナポリスロイヤルを守るために3つの防塞が作られた。アカディア人の教会は、監視しやすくするために砦の近くに移された。
1725年、60人のアベナキ族とミクマク族がカンゾに新たな攻撃を仕掛け、2軒の家を壊して6人を殺した。

## 条約締結後

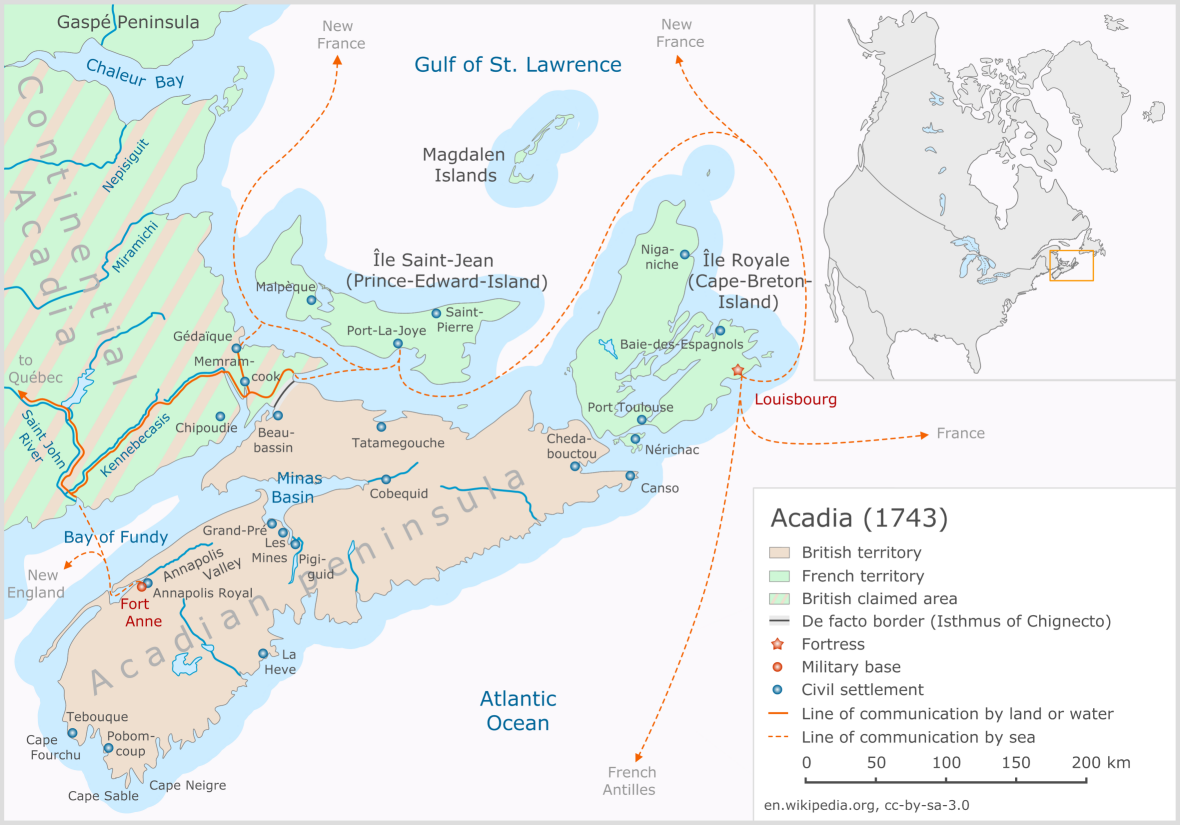
アカディア（1743年）

1725年7月31日、マサチューセッツ総督のダマーは休戦を宣言した。同じ年の12月15日にメインで、1726年の6月30日にノバスコシアで平和条約がそれぞれ署名された。
この戦争の後、ノリッジウォックのラル神父の敗退と、その後の、ケネベック川とペノブスコット川からのインディアンの撤退を受けて、メイン西部は、イギリスの強い支配下に置かれた。現在のニューブランズウィックとノバスコシアでは、戦争後の条約により、ヨーロッパ人とミクマク族、マリシート族との関係がより大きなものに変わって行った。これは、ヨーロッパの勢力が、入植者と土着の人々とが交渉する必要があることを認めた、その最初であった 。
ノバスコシアのミクマク族とマリシート族は、自分たちがイギリス臣民であることを宣言しなかった。メインで、この戦争がニューイングランドの勝利と思われているのと同様に、ノバスコシアではインディアンの勝利と思われていた。とはいえ、ニューイングランド人は、インディアンたちに土地の所有権があるのを認めざるを得なかった。ノバスコシア植民地が目指すことは、インディアンに敗北を認めさせることよりも、イギリス国王の同盟者となりフランスの敵となるように、彼らに影響を与えることの方だった。
フランスはメインにおける足場を失ったが、何年もの間、現在のニューブランズウィックがフランスの支配下にあった。ノバスコシアの平和はその後18年続いた。

## 伝説

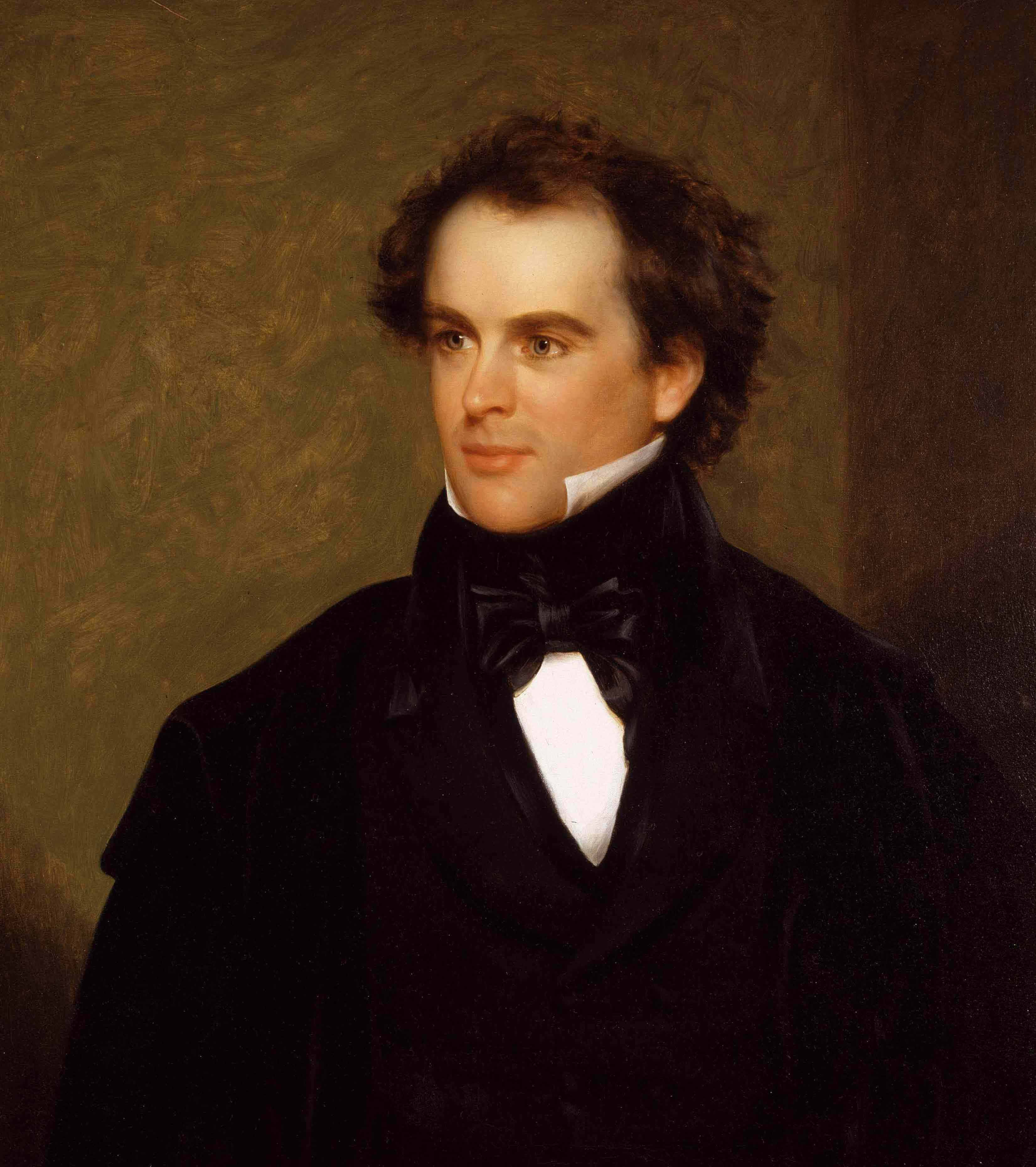
ナサニエル・ホーソーン

この戦争中の大きな戦いであったペクワウケットの戦い（ラヴウェルの戦い）はメイン西部、ニューハンプシャー、そしてマサチューセッツではかなり重要な歴史であり、この地域の入植者たちは勝利を祝う歌や物語を作った。その後アメリカ独立戦争までは、この栄誉に支障をきたすことは起こらなかった。この戦いから100年以上の後、ヘンリー・ワズワース・ロングフェローやナサニエル・ホーソーン、ヘンリー・デイヴィッド・ソローがこの戦いに関する作品を発表した。
メイン州ラヴェルは、ラヴウェルの名にあやかっている また、ポーガス湾、ポーガスミル（現在のニューハンプシャー州オールバニ）、ニューハンプシャーのポーガス山は、ポーガス族長にちなんでいる。